# EON Productions
Pour les articles homonymes, voir Eon.
EON Productions est une société de production de cinéma britannique surtout connue pour la série de films ayant pour héros James Bond. EON est une filiale de Danjaq, la holding qui, avec United Artists, gère les droits de la franchise Bond. Son siège social est basé aux Pinewood Studios. 
EON (acronyme de Everything or Nothing) est créée en 1961 par les producteurs Albert R. Broccoli et Harry Saltzman. En 1975, après 9 films de James Bond, Harry Saltzman revend ses actions à United Artists (qui est déjà le distributeur des films de la série). En 1996, à la suite de la mort d'Albert R. Broccoli, sa fille Barbara Broccoli et son beau-fils Michael G. Wilson prennent sa succession. 
Depuis son premier film en 1962, James Bond 007 contre Dr No, EON n'a produit que huit films ne mettant pas en scène l'agent secret britannique : 
1. Appelez-moi chef (Call Me Bwana, 1963)
2. The Silent Storm (2014)
3. Radiator (2014)
4. Film Stars Don't Die in Liverpool (2017)
5. Nancy (2018)
6. Le Rythme de la vengeance (2020)
7. Ear for Eye (2021)
8. Emmett Till (2022)